# Ромбовидная мышца
Ромбовидная мышца (лат. musculus rhomboideus) — мышца в теле человека, располагается под трапециевидной мышцей и имеет форму ромбической пластинки. Связана с лопаткой.
В верхней части спины есть две ромбовидных мышцы:
- Большая ромбовидная мышца
- Малая ромбовидная мышца

Обе мышцы, находящиеся в грудном районе, большая и малая, двигают лопатку к позвоночнику.

## Анатомия
Большая ромбовидная мышца начинается с остистых отростков Т2—Т5. Малая мышца начинается с выйной связки и остистых отростков С7—Т1. Мышцы иннервируются дорсальным нервом лопатки (часть плечевого нервного сплетения).
Функции ромбовидной мышцы:
- притягивает лопатку к позвоночнику;
- поддерживает лопатку;
- вращает снизу гленоидную впадину;
- фиксирует медиальный край лопатки.

## Галерея

Малая ромбовидная мышца Большая ромбовидная мышца
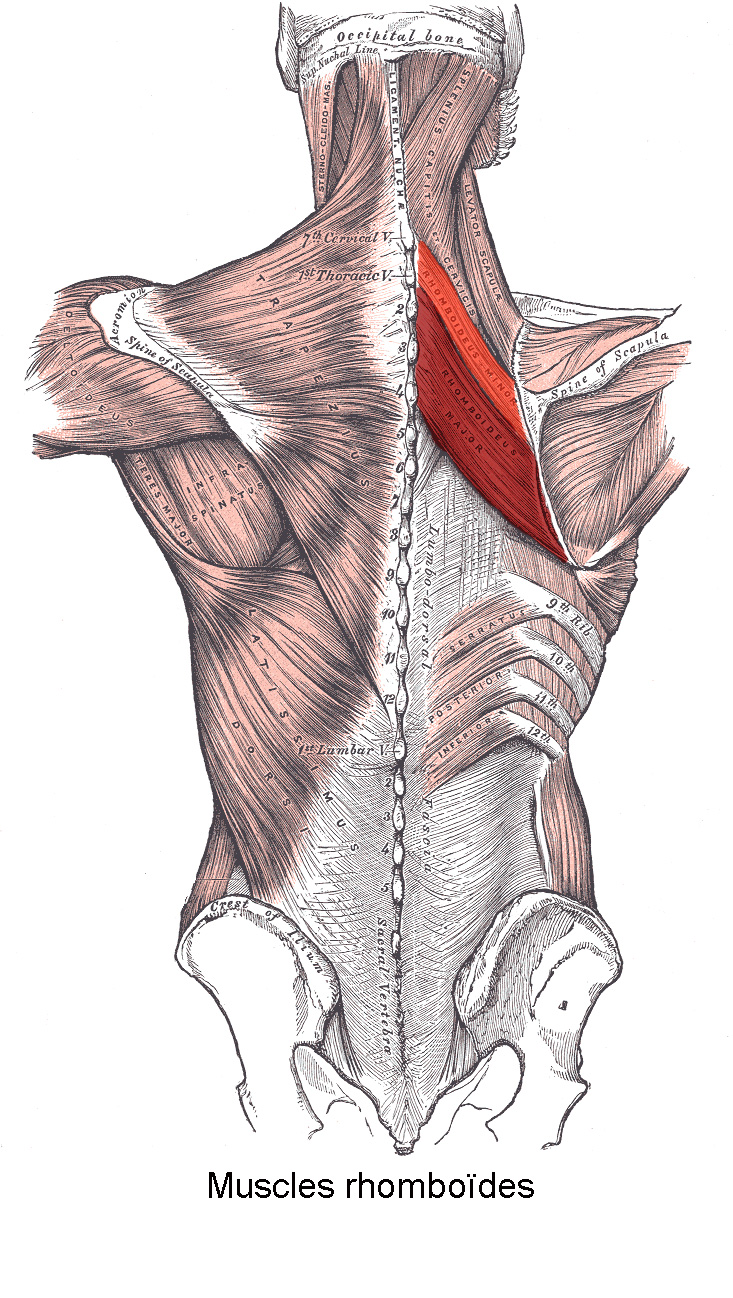
Ромбовидные мышцы
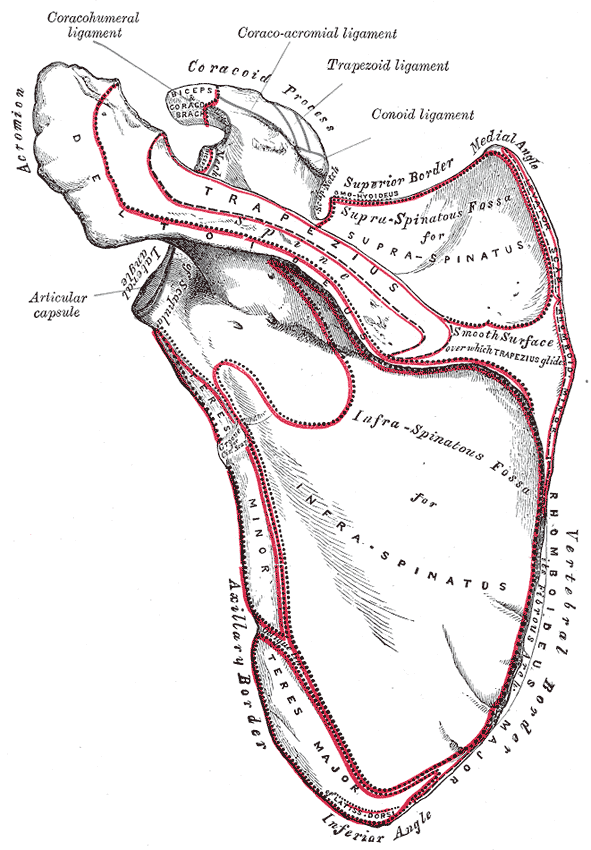
Левая лопатка, вид сзади